# Raiffeisen Grand Prix 2017
De negentiende editie van de wielerwedstrijd Raiffeisen Grand Prix werd gehouden op 10 september 2017. De 136 deelnemers moesten een parcours van 184,4 kilometer in en rond Judendorf-Straßengel afleggen. De wedstrijd maakte deel uit van de UCI Europe Tour, in de categorie 1.2. De Canadees Adam de Vos won, voor de Sloveen Tadej Pogačar en Patrick Gamper uit Oostenrijk.

## Uitslag
| Plaats  | Naam                  | Ploeg                   | Tijd     |
| ------- | --------------------- | ----------------------- | -------- |
| Winnaar | Adam de Vos           | Rally                   | 4u32'49" |
| 2       | Tadej Pogačar         | ROG-Ljubljana           | z.t.     |
| 3       | Patrick Gamper        | Tirol                   | z.t.     |
| 4       | Marcel Neuhauser      | Felbermayr-Simplon Wels | z.t.     |
| 5       | Mattia Bais           | Friuli                  | z.t.     |
| 6       | Marek Čanecký         | Amplatz-BMC             | z.t.     |
| 7       | Markus Freiberger     | Tirol                   | + 18"    |
| 8       | Sepp Kuss             | Rally                   | + 25"    |
| 9       | Riccardo Zoidl        | Felbermayr-Simplon Wels | z.t.     |
| 10      | Matteo Fabbro         | Friuli                  | z.t.     |
| 11      | Sebastian Schönberger | Tirol                   | z.t.     |
| 12      | Hermann Pernsteiner   | Amplatz-BMC             | z.t.     |
| 13      | Federico Canuti       | D'Amico Utensilnord     | z.t.     |
| 14      | Matic Grošelj         | ROG-Ljubljana           | + 28"    |
| 15      | Filippo Fortin        | Tirol                   | + 34"    |
| 16      | Gašper Katrašnik      | Adria Mobil             | z.t.     |
| 17      | Žiga Jerman           | ROG-Ljubljana           | z.t.     |
| 18      | Alessandro Pessot     | Friuli                  | z.t.     |
| 19      | Matej Mugerli         | Amplatz-BMC             | z.t.     |
| 20      | Lukas Meiler          | Vorarlberg              | z.t.     |